# Mount Hope, West Virginia
Mount Hope är en ort i Fayette County i delstaten West Virginia, USA.